# 크리스천투데이
크리스천투데이(Christiantoday)는 2000년 7월 7일 창간된 종교 매체로.사옥은 서울시 종로구 혜화동에 있다.
한국 기독교계의 초교파 미디어 그룹으로서, 2000년 7월 7일 창립하여 온/오프라인 신문을 운영하고 있다.
주간 오프라인 신문 역시 기독교계 최초의 베를리너 판형을 도입하였다. 매주 32면 발행. 논조는 복음주의적이고 보수적 입장을 취한다.